# Sericocomopsis lanceolata
Sericocomopsis lanceolata är en amarantväxtart som först beskrevs av Schinz, och fick sitt nu gällande namn av Albert Peter. Sericocomopsis lanceolata ingår i släktet Sericocomopsis och familjen amarantväxter. Utöver nominatformen finns också underarten S. l. merkeri.